# Francis Serrao

Wappen von Francis Serrao als Bischof von Mysore

Francis Serrao SJ (* 15. August 1959 in Moodbidri, Dakshina Kannada, Indien) ist ein indischer Ordensgeistlicher und ernannter römisch-katholischer Bischof von Mysore.

## Familie
Francis Serrao ist das jüngste von elf Kindern der Eheleute Piedade Serrao und Gracy Mary Serrao. Sechs der Kinder, darunter auch Serrao, sind Priester geworden. Zwei wurden Jesuiten, zwei wurden Steyler Missionare und zwei Diözesanpriester. Eine weitere Schwester wurde auch Ordensschwester.
Er spricht fließend Kannada, Englisch, Tulu, Hindi und Konkani.

## Leben
Francis Serrao trat am 3. Januar 1979 dem Jesuitenorden am Mount St. Joseph in Bangalore bei, studierte Philosophie und Theologie am Jnana Deepa Vidya Peeta in Pune und erwarb am Vidya Jyoti College in Delhi den Master of Theology. Am 30. April 1992 empfing er das Sakrament der Priesterweihe. Die Ewige Profess legte er am 1. Mai 1999 ab. Nach verschiedenen Aufgaben in der Seelsorge des Bistums Karwar und im Orden wurde er 2004 Rektor des St. Aloysius-Kollegs in Mangalore. Ab 2009 war er Superior der indischen Jesuitenprovinz Karnataka.
Papst Franziskus ernannte ihn am 19. März 2014 zum Bischof von Shimoga. Die Bischofsweihe spendete ihm der Apostolische Nuntius in Indien, Erzbischof Salvatore Pennacchio, am 7. Mai desselben Jahres. Mitkonsekratoren waren der Erzbischof von Bangalore, Bernard Blasius Moras, und der Bischof von Bellary, Henry D’Souza.
Am 15. August 2025 bestellte ihn Papst Leo XIV. zum Bischof von Mysore.